# Stranger Things
Stranger Things este un serial TV american științifico-fantastic creat de Matt și Ross Duffer și produs de Camp Hero Productions și 21 Laps Entertainment pentru platforma de streaming Netflix.
Situat în anii 1980, în orașul fictiv Hawkins din Indiana, acesta se concentrează asupra evenimentelor legate de dispariția misterioasă a unui copil și apariția unei fete fără păr, cu puteri psihice, care a scăpat din laboratorul național Hawkins, un laborator secret.
Primul sezon a fost publicat pe Netflix la 15 iulie 2016, cel de-al doilea pe 27 octombrie 2017 și al treilea pe 4 iulie 2019.
Serialul a fost întâmpinat în mod pozitiv de critici, care au lăudat caracterizarea personajelor, a distribuției și a atmosferei care aduce omagiu filmelor științifico-fantastice din anii 1980.

## Distribuție
- Winona Ryder ca Joyce Byers[1]
- David Harbour ca Jim Hopper[1]
- Finn Wolfhard ca Mike Wheeler[2]
- Millie Bobby Brown ca Eleven / Jane Hopper ("El")[2]
- Gaten Matarazzo ca Dustin Henderson[2]
- Caleb McLaughlin ca Lucas Sinclair[2]
- Natalia Dyer ca Nancy Wheeler[2]
- Charlie Heaton ca Jonathan Byers[2]
- Cara Buono ca Karen Wheeler[3]
- Matthew Modine ca Martin Brenner[4]

## Subiectul serialului

### Sezonul 1
La 6 noiembrie 1983, în Hawkins, un oraș mic și liniștit din Indiana, Will Byers, un băiat de 12 ani, membru al unui grup mic de patru prieteni apropiați, a dispărut în circumstanțe misterioase; în același timp, într-un laborator secret din apropierea aceluiași oraș, un cercetător este victima unei creaturi înfricoșătoare. Din același laborator Hawkins, o fetiță ciudată profită de confuzia cauzată de acest accident pentru a scăpa. După ce s-a adăpostit într-un restaurant, urmărită de agenții laboratorului, își continuă fuga, întâlnind prietenii lui Will: Mike, Dustin și Lucas, care se aflau pe urmele prietenului lor. Fata, care se identifică cu numărul unsprezece, tatuat pe brațul ei, numită apoi Eleven de către cei trei băieți, se împrietenește cu ei, în special cu Mike, care acceptă să o ascundă în casa lui.
Eleven (Unsprezece) este conștiență despre ce s-a întâmplat cu Will, și ajută pe băieți să-l caute, explicând cum a ajuns într-o altă dimensiune, un fel de „răsturnare” a lumii reale, locuită de o creatură monstruoasă, pe care băieții o vor numi „Demogorgon” în legătură cu un monstru din jocul Dungeons & Dragons. Ancheta poliției locale, condusă de șeriful Hopper, este în același timp îngreunată de către personalul din laboratorul Hawkins, care înscenează moartea a lui Will. Mama acestuia, Joyce, face între timp experiențe bizare la casa ei, unde fiul reușește să comunice cu ea pentru scurte intervale, în timp ce fratele lui mai mare, Jonathan, începe să investigheze împreună cu sora lui Mike, Nancy, o creatură care l-ar fi răpit pe fratele lui și pe Barbara, cea mai bună prietenă a lui Nancy. Cercetările lui Hopper, Joyce, Jonathan, Nancy și cele ale băieților converg și se contrapun cu încercarea agenților laboratorului de a acoperi ceea ce se întâmplase în oraș, și de a o lua înapoi pe Eleven.

### Sezonul 2
În 1984, la un an după evenimentele din sezonul 1, Will are niște viziuni frecvente despre Lumea Răsturnată și entitatea amenințătoare care îl persecută, în timp ce laboratorul Hawkins revine pe deplin operațional sub îndrumarea lui dr. Brenner, care încearcă să conțină expansiunea portalului ce conduce spre cealaltă dimesiune. Mike, Will, Dustin și Lucas fac cunoștință cu Max,o fată foarte ambițioasă,o fată care tocmai s-a mutat din California împreună cu fratele ei vitreg, Billy; Jonathan și Nancy încearcă să facă dreptate despre moartea lui Barb prin publicarea informaților despre existența laboratorului secret; Eleven între timp se ascunde de Hopper, care n-o lasă să iasă din căsuța lui. Cu toate acestea, Eleven este dornică să se alăture prietenilor săi și să învețe mai multe despre trecutul său, așa că în timp ce Hopper este ocupat cu Joyce, folosește acestă ocazie pentru a merge într-o călătorie care o va duce mai întâi la mama ei naturală și apoi la sora ei Eight, cu abilități deosebite, motiv pentru care ea fusese supusă unor experimente împreună cu Eleven când erau mai mici.
În cele din urmă, Eleven se întoarce la Hawkins pentru a-l ajuta pe Will, căzut sub jugul creaturii, numit de băieți "Mind Flayer" în legătură cu monstrul din Dungeons & Dragons. Ea împreună cu toți ceilalți salvează orășelul de către monștrii devastau zona sub îndrumarea lui Mind Flayer.

### Sezonul 3
În vara anului 1985, viața în Hawkins pare să meargă normal. Deschiderea unui mare mall devine principala atracție a orașului, în detrimentul multor activități din centru, care sunt forțate să se închidă din cauza lipsei de clienți.
Băieții cresc și încep să intre în lumea adulților: Maxine și Lucas sunt împreună, precum și Eleven și Mike, în timp ce Will este stânjenit despre acest lucru și își dă seama bine în curând că prietenii lui au acum alte interese; aceeași izolare o dovedește și Dustin, revenind dintr-o tabără de vară.
Hopper, care intră din ce în ce mai mult în noua sa viață ca tată adoptiv al lui Eleven, începe să dezvolte o gelozie puternică față de fiica sa și arată frustrarea atunci când o găsește împreună cu Mike. Din ce în ce mai nemulțumit de situație, el va cere sfaturi despre cum să se comporte de la mama lui Will și Jonathan, Joyce.
Steve lucrează într-un magazin de înghețată din noul mall, încercând să facă noi cuceriri de dragoste fără a avea succes, și devine, de asemenea, o victimă a tachinării lui Robin, colega sa de muncă. Nancy și Jonathan și-au găsit un loc de muncă într-un ziar local, dar Nancy este din ce în ce mai mult ținta a comentariilor sexiste de către colegi. Fratele vitreg al lui Max,Billy, este salvamar într-o piscină publică, printre privirile minunate ale multor femei locale, printre care Karen, mama lui Nancy și Mike.
Marele centru comercial se dovedește mai târziu a fi o acoperire pentru o operațiune științifică condusă de către Uniunea Sovietică în mod secret, infiltrând un personal cumva în teritoriul american. Oamenii de știință ruși reușesc să deschidă din nou portalul către Lumea Răsturnată, grație unei mașini noi; acest lucru duce la trezirea unei părți a "Monstrului Umbră" care nu s-a reîntors în dimensiunea sa, și, după ce posedă mulți dintre locuitorii din Hawkins, reușește să formeze o mare creatură cu singurul scop de a omorî pe Eleven și apoi pe toată lumea.

## Episoade
| Sezonul | Sezonul | Episoade | Episoade | Premiera TV       | Premiera TV |
| ------- | ------- | -------- | -------- | ----------------- | ----------- |
|         | 1       | 8        | 8        | 15 iulie 2016     |             |
|         | 2       | 9        | 9        | 27 octombrie 2017 |             |
|         | 3       | 8        | 8        | 4 iulie 2019      |             |
|         | 4       | 9        | 9        | 27 mai 2022       |             |

### Sezonul 1 (2016)
| Nr. în serial | Nr. în sezon | Titlu                                      | Regizat de          | Scris de                                                  | Data lansării |
| ------------- | ------------ | ------------------------------------------ | ------------------- | --------------------------------------------------------- | ------------- |
| 1             | 1            | „Chapter One: The Vanishing of Will Byers” | The Duffer Brothers | The Duffer Brothers                                       | 15 iulie 2016 |
| 2             | 2            | „Chapter Two: The Weirdo on Maple Street”  | The Duffer Brothers | The Duffer Brothers                                       | 15 iulie 2016 |
| 3             | 3            | „Chapter Three: Holly, Jolly”              | Shawn Levy          | Jessica Mecklenburg                                       | 15 iulie 2016 |
| 4             | 4            | „Chapter Four: The Body”                   | Shawn Levy          | Justin Doble                                              | 15 iulie 2016 |
| 5             | 5            | „Chapter Five: The Flea and the Acrobat”   | The Duffer Brothers | Alison Tatlock                                            | 15 iulie 2016 |
| 6             | 6            | „Chapter Six: The Monster”                 | The Duffer Brothers | Jessie Nickson-Lopez                                      | 15 iulie 2016 |
| 7             | 7            | „Chapter Seven: The Bathtub”               | The Duffer Brothers | Justin Doble                                              | 15 iulie 2016 |
| 8             | 8            | „Chapter Eight: The Upside Down”           | The Duffer Brothers | Poveste de: Paul Dichter Scenariu de: The Duffer Brothers | 15 iulie 2016 |

### Sezonul 2 (2017)
| Nr. în serial | Nr. în sezon | Titlu                                | Regizat de          | Scris de             | Data lansării     |
| ------------- | ------------ | ------------------------------------ | ------------------- | -------------------- | ----------------- |
| 9             | 1            | „Chapter One: MADMAX”                | The Duffer Brothers | The Duffer Brothers  | 27 octombrie 2017 |
| 10            | 2            | „Chapter Two: Trick or Treat, Freak” | The Duffer Brothers | The Duffer Brothers  | 27 octombrie 2017 |
| 11            | 3            | „Chapter Three: The Pollywog”        | Shawn Levy          | Justin Doble         | 27 octombrie 2017 |
| 12            | 4            | „Chapter Four: Will the Wise”        | Shawn Levy          | Paul Dichter         | 27 octombrie 2017 |
| 13            | 5            | „Chapter Five: Dig Dug”              | Andrew Stanton      | Jessie Nickson-Lopez | 27 octombrie 2017 |
| 14            | 6            | „Chapter Six: The Spy”               | Andrew Stanton      | Kate Trefry          | 27 octombrie 2017 |
| 15            | 7            | „Chapter Seven: The Lost Sister”     | Rebecca Thomas      | Justin Doble         | 27 octombrie 2017 |
| 16            | 8            | „Chapter Eight: The Mind Flayer”     | The Duffer Brothers | The Duffer Brothers  | 27 octombrie 2017 |
| 17            | 9            | „Chapter Nine: The Gate”             | The Duffer Brothers | The Duffer Brothers  | 27 octombrie 2017 |

### Sezonul 3 (2019)
| Nr. în serial | Nr. în sezon | Titlu                                              | Regizat de          | Scris de            | Data lansării |
| ------------- | ------------ | -------------------------------------------------- | ------------------- | ------------------- | ------------- |
| 18            | 1            | „Chapter One: Suzie, Do You Copy?”                 | The Duffer Brothers | The Duffer Brothers | 4 iulie 2019  |
| 19            | 2            | „Chapter Two: The Mall Rats”                       | The Duffer Brothers | The Duffer Brothers | 4 iulie 2019  |
| 20            | 3            | „Chapter Three: The Case of the Missing Lifeguard” | Shawn Levy          | William Bridges     | 4 iulie 2019  |
| 21            | 4            | „Chapter Four: The Sauna Test”                     | Shawn Levy          | Kate Trefry         | 4 iulie 2019  |
| 22            | 5            | „Chapter Five: The Flayed”                         | Uta Briesewitz      | Paul Dichter        | 4 iulie 2019  |
| 23            | 6            | „Chapter Six: E Pluribus Unum”                     | Uta Briesewitz      | Curtis Gwinn        | 4 iulie 2019  |
| 24            | 7            | „Chapter Seven: The Bite”                          | The Duffer Brothers | The Duffer Brothers | 4 iulie 2019  |
| 25            | 8            | „Chapter Eight: The Battle of Starcourt”           | The Duffer Brothers | The Duffer Brothers | 4 iulie 2019  |

### Sezonul 4 (2022)
| Nr. în serial | Nr. în sezon | Titlu                                          | Regizat de          | Scris de             | Data lansării |
| ------------- | ------------ | ---------------------------------------------- | ------------------- | -------------------- | ------------- |
| 26            | 1            | „Chapter One: The Hellfire Club”               | The Duffer Brothers | The Duffer Brothers  | 27 mai 2022   |
| 27            | 2            | „Chapter Two: Vecna's Curse”                   | The Duffer Brothers | The Duffer Brothers  | 27 mai 2022   |
| 28            | 3            | „Chapter Three: The Monster and the Superhero” | Shawn Levy          | Caitlin Schneiderhan | 27 mai 2022   |
| 29            | 4            | „Chapter Four: Dear Billy”                     | Shawn Levy          | Paul Dichter         | 27 mai 2022   |
| 30            | 5            | „Chapter Five: The Nina Project”               | Nimród Antal        | Kate Trefry          | 27 mai 2022   |
| 31            | 6            | „Chapter Six: The Dive”                        | Nimród Antal        | Curtis Gwinn         | 27 mai 2022   |
| 32            | 7            | „Chapter Seven: The Massacre at Hawkins Lab”   | The Duffer Brothers | The Duffer Brothers  | 27 mai 2022   |
| 33            | 8            | „Chapter Eight: Papa”                          | The Duffer Brothers | The Duffer Brothers  | 1 iulie 2022  |
| 34            | 9            | „Chapter Nine: The Piggyback”                  | The Duffer Brothers | The Duffer Brothers  | 1 iulie 2022  |

## Legături externe
- Stranger Things la Internet Movie Database
- Beyond Stranger Things la Internet Movie Database
- Stranger Things la TV.com
- Analysis of the Duffer Brothers' "show bible" from Screencraft.org